# مرتویتسا (ولادیچین خان)
مرتویتسا (به صربی: Mrtvica) یک منطقهٔ مسکونی در صربستان است که در ولادیچین خان واقع شده‌است. مرتویتسا ۳۸۰ نفر جمعیت دارد.